# Marie Knutsen
Den här artikeln handlar om fotbollsspelaren Marie Knutsen. För artisten från Trondheim, se Marie Knutsen (artist).
Marie Knutsen, född 31 augusti 1982 Trondheim i Norge, är en norsk fotbollsspelare som för närvarande spelar som mittfältare i Røa Dynamite Girls. Hon var med i damlandslaget vid VM 2007 i Kina och vid olympiska sommarspelen 2008.